# پیاده‌‌رو متحرک

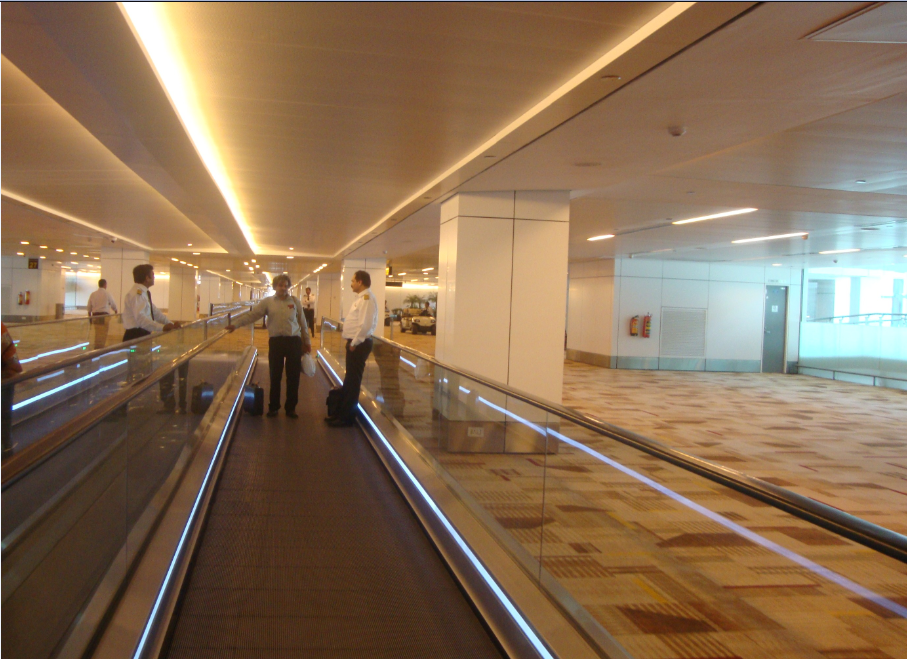
پیاده‌رو متحرک در فرودگاه بین‌المللی ایندیرا گاندی، دهلی، هند

پیاده‌رو متحرک (به انگلیسی: Moving walkway، در بریتانیا: travelator یا travolator) یک نقاله است که معمولاً در فرودگاه‌ها نصب می‌شود تا مسافرانی که می‌بایست مسافت طولانی بین پایانه‌ها را پیاده طی کنند، روی آن بایستند و ضمن کمک به کم‌تر خسته شدن آن‌ها سبب می‌شود کسانی که عجله دارند نیز با قدم زدن آهسته روی این صفحهٔ نقاله، سرعت‌شان به مراتب بیش‌تر شده و در گذشت زمان صرفه‌جویی کنند.